# Sigama Ujung Gading
Sigama Ujung Gading is een bestuurslaag in het regentschap Padang Lawas Utara van de provincie Noord-Sumatra, Indonesië. Sigama Ujung Gading telt 600 inwoners (volkstelling 2010).